# Liste der Biografien/Wau
Liste der Biografien |
Portal Biografien |
Personensuche
# |
A |
B |
C |
D |
E |
F |
G |
H |
I |
J |
K |
L |
M |
N |
O |
P |
Q |
R |
S |
T |
U |
V |
W |
X |
Y |
Z |
?
 
Wa |
Wc |
Wd |
We |
Wh |
Wi |
Wj |
Wl |
Wn |
Wo |
Wr |
Ws |
Wt |
Wu |
Ww |
Wy |
Wz
 
Waa |
Wab |
Wac |
Wad |
Wae |
Waf |
Wag |
Wah |
Wai |
Waj |
Wak |
Wal |
Wam |
Wan |
Wao |
Wap |
Waq |
War |
Was |
Wat |
Wau |
Wav |
Waw |
Wax |
Way |
Waz
Die Liste der Biografien führt alle Personen auf, die in der deutschsprachigen Wikipedia einen Artikel haben. Dieses ist eine Teilliste mit 49 Einträgen von Personen, deren Namen mit den Buchstaben „Wau“ beginnt.

## Wau
- Wau, Nuelson (* 1980), niederländischer Fußballspieler (Niederländische Antillen)

### Waub
- Waubke, Barbara (1932–2018), deutsche Journalistin und Schriftstellerin
- Waubke, Theo N. (1928–2005), deutscher Augenarzt

### Wauc
- Wauch, Tobias (* 1995), österreichischer Radsportler
- Wauchope, Andrew Gilbert (1846–1899), britischer General
- Wauchope, Patrick (1750–1807), britischer Offizier während der Koalitionskriege
- Wauchope, Robert († 1551), schottischer römisch-katholischer Theologe und Erzbischof von Armagh

### Waue
- Waue, Georg (1901–1945), deutscher Konteradmiral der Kriegsmarine
- Wauer, Britta (* 1974), deutsche Regisseurin, Drehbuchautorin und Produzentin
- Wauer, Hans-Günther (1925–2016), deutscher Organist und Kantor
- Wauer, Karl (1783–1857), deutscher Opernsänger (Bass) und Theaterschauspieler
- Wauer, Roland R. (1942–2020), deutscher Kinderarzt und Neonatologe
- Wauer, William (1866–1962), deutscher Bildhauer und Filmregisseur

### Waug
- Waugh, Ainsley (* 1981), jamaikanischer Leichtathlet
- Waugh, Alec (1898–1981), britischer Schriftsteller
- Waugh, Andrew Scott (1810–1878), britischer Ingenieur
- Waugh, Auberon (1939–2001), britischer Schriftsteller und Journalist
- Waugh, Daniel W. (1842–1921), US-amerikanischer Politiker
- Waugh, Evelyn (1903–1966), britischer SchriftstellerEvelyn Waugh (1903–1966)

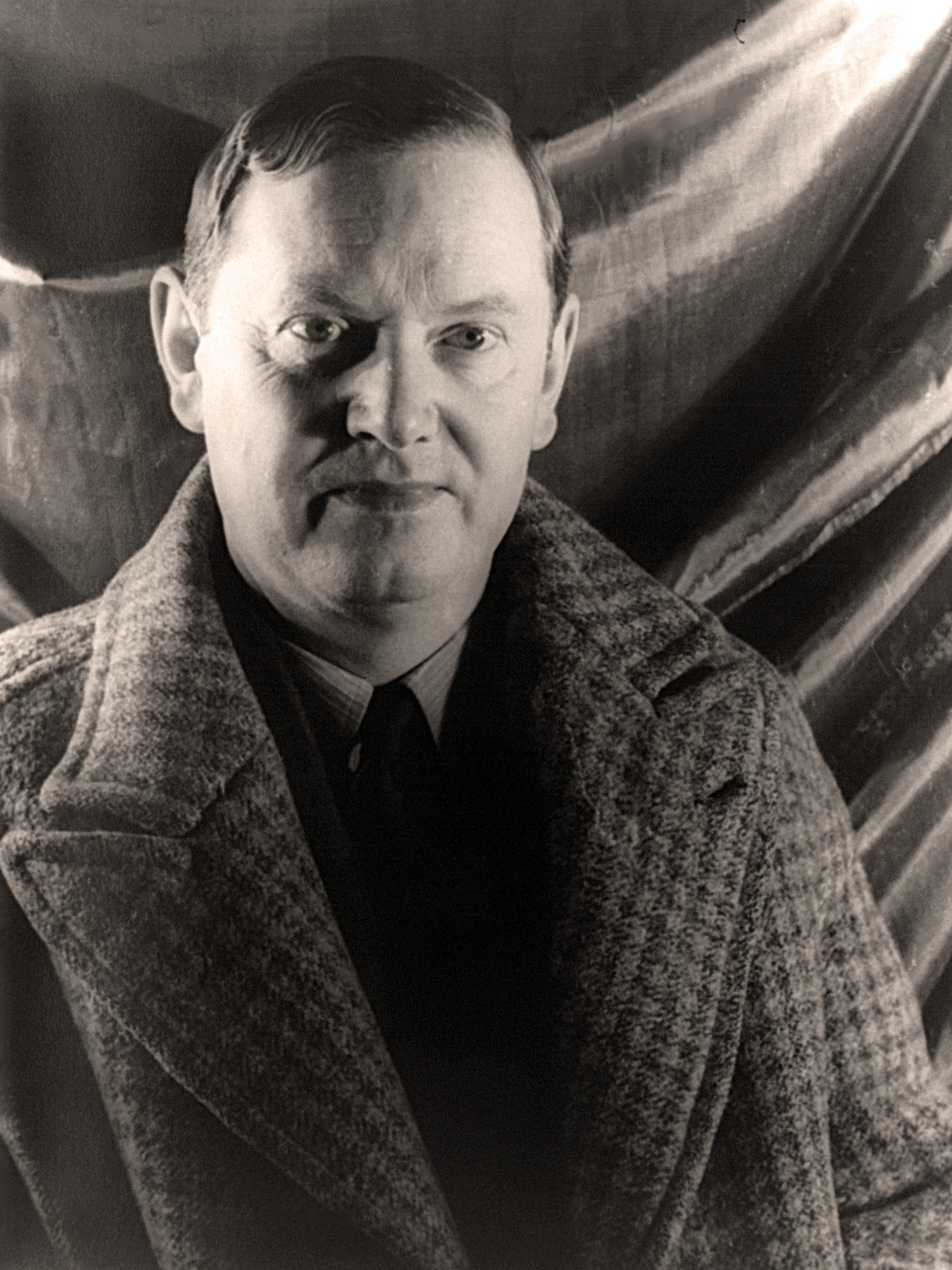
Evelyn Waugh (1903–1966)

- Waugh, Frederick Judd (1861–1940), US-amerikanischer Maler, Illustrator und Autor
- Waugh, Geoff (* 1983), kroatisch-kanadischer Eishockeyspieler
- Waugh, Joe (* 1952), britischer Radrennfahrer
- Waugh, John S. (1929–2014), US-amerikanischer Chemiker
- Waugh, Kate (* 1999), britische Triathletin
- Waugh, Peter (* 1956), britischer experimenteller Dichter, Performer, literarischer Übersetzer, Herausgeber und freiberuflicher Sprachtrainer
- Waugh, Ric Roman (* 1968), US-amerikanischer Filmregisseur, Schauspieler und Stuntman
- Waugh, Scott, US-amerikanischer Filmregisseur, Produzent, Filmeditor und Stuntman
- Waugh, Steve (* 1965), australischer Cricketspieler
- Waugh, Sylvia (* 1935), britische Schriftstellerin
- Waugh, Teresa (* 1940), englische Schriftstellerin und Übersetzerin
- Waugh, Thomas (* 1948), kanadischer Filmwissenschaftler und Sachbuchautor

### Waul
- Waul, Thomas Neville (1813–1903), US-amerikanischer Politiker der Konföderierten Staaten

### Waum
- Wauman, Andy (* 1975), belgischer bildender Künstler
- Waumans, Arne (* 2000), belgischer Eishockeytorwart

### Waun
- Wauneka, Annie Dodge (1910–1997), US-amerikanische Politikerin und Aktivistin der Navajo

### Wauq
- Wauquiez, Laurent (* 1975), französischer Politiker (UMP), Mitglied der Nationalversammlung und Minister

### Waur
- Waurick, Benedicta (* 1938), sorbisch-deutsche Ordensschwester; Zisterzienserin; Äbtissin des Klosters St. Marienstern
- Waury, Sybille (* 1970), deutsche SchauspielerinSybille Waury (* 1970)

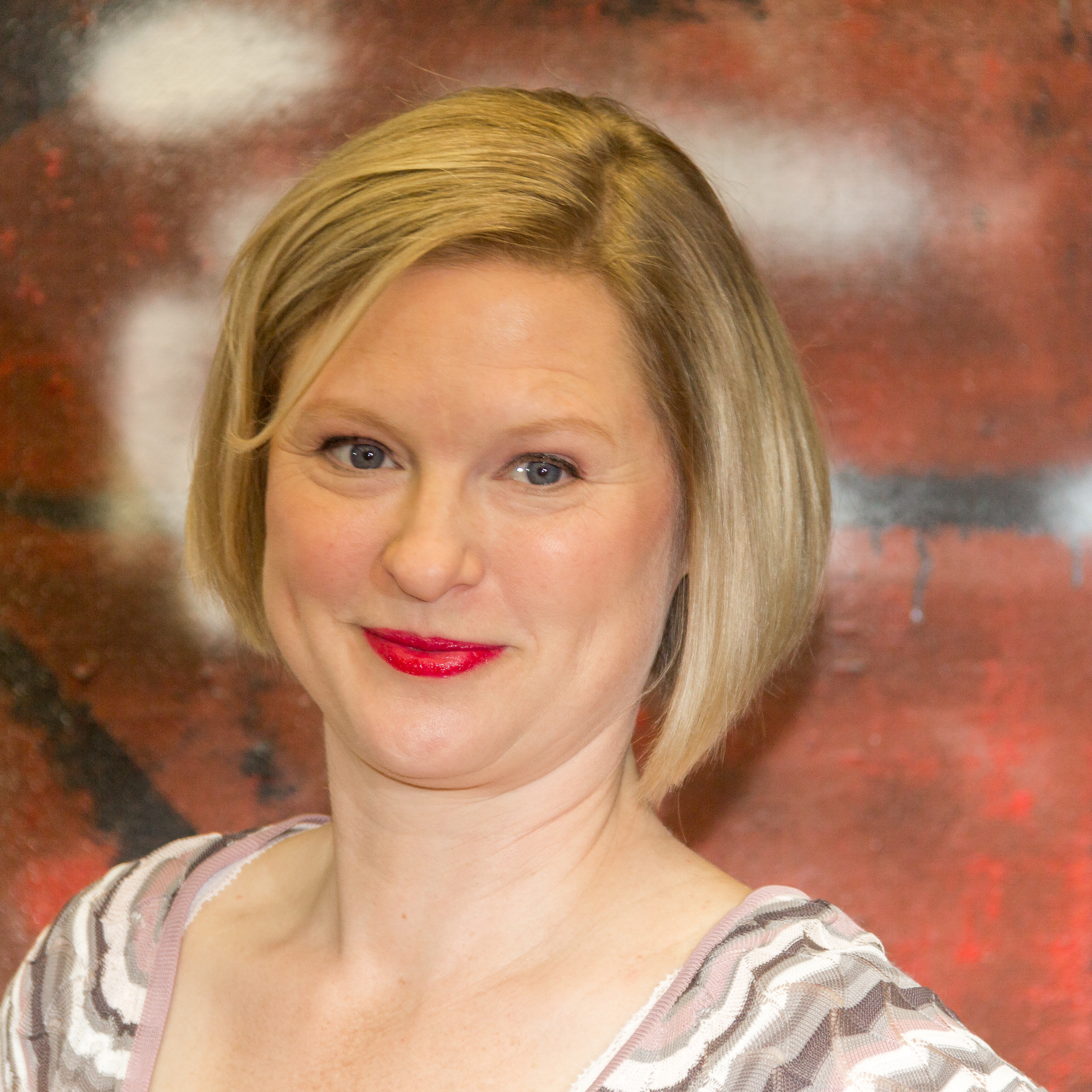
Sybille Waury (* 1970)

### Waut
- Wauters, Alphonse (1817–1898), belgischer Archivar und Historiker
- Wauters, Alphonse-Jules (1845–1916), belgischer Geograph, Kolonialpolitiker und Kunstschriftsteller
- Wauters, Ann (* 1980), belgische Basketballspielerin
- Wauters, Charles Augustin (1808–1869), belgischer Genre- und Historienmaler sowie Radierer
- Wauters, Emile (1846–1933), belgischer Maler
- Wauters, Eric (1951–1999), belgischer Springreiter
- Wauters, Jean (1906–1989), belgischer Radrennfahrer
- Wauters, Joseph (1906–1975), belgischer Radrennfahrer
- Wauters, Koen (* 1967), belgischer Sänger, Fernsehmoderator, Schauspieler und Rallye-Raid-Fahrer
- Wauters, Marc (* 1969), belgischer Radrennfahrer
- Wauters, Marcel (* 1894), belgischer Steuermann im Rudern